# Odontesthes
Odontesthes es uno de los trece géneros de peces de la familia Atherinopsidae, que incluye 19 especies.

## Especies

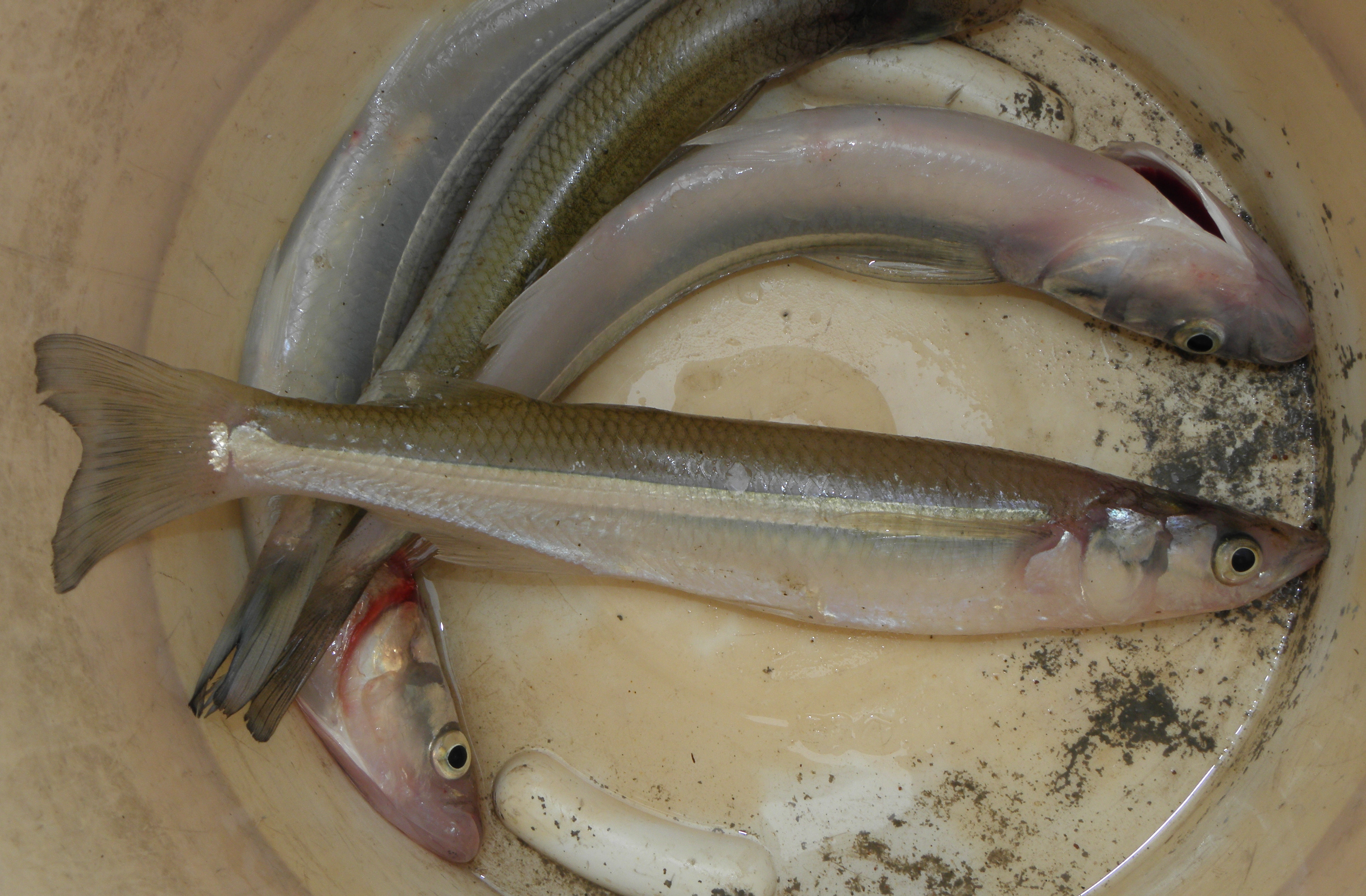
Pejerrey argentino (Odontesthes bonariensis).

- Odontesthes argentinensis - (Valenciennes in Cuvier and Valenciennes, 1835)
- Odontesthes bicudo Malabarba - and Dyer, 2002
- Odontesthes bonariensis - (Valenciennes in Cuvier and Valenciennes, 1835)
- Odontesthes brevianalis - (Günther, 1880)
- Odontesthes gracilis - (Steindachner, 1898)
- Odontesthes hatcheri - (Eigenmann, 1909)
- Odontesthes humensis - de Buen, 1953
- Odontesthes incisa - (Jenyns, 1841)
- Odontesthes ledae - Malabarba and Dyer, 2002
- Odontesthes mauleanum - (Steindachner, 1896)
- Odontesthes mirinensis - Bemvenuti, 1996
- Odontesthes nigricans - (Richardson, 1848)
- Odontesthes perugiae - Evermann and Kendall, 1906
- Odontesthes piquava - Malabarba and Dyer, 2002
- Odontesthes platensis - (Berg, 1895)
- Odontesthes regia - (Humboldt in Humboldt and Valenciennes, 1821)
- Odontesthes retropinnis - (de Buen, 1953)
- Odontesthes smitti - (Lahille, 1929)
- Odontesthes wiebrichi - (C. H. Eigenmann, 1928)
- Odontesthes yucuman[2]